# Gonatopus
Gonatopus é um género de plantas com flor da família das Araceae que agrupa 5 espécies validamente descritas. O género é nativo do leste e sustes da África e é estreitamente aparentado com o género Zamioculcas.

## Espécies
O género Gonatopus inclui as seguintes espécies:
- Gonatopus angustus N.E.Br.
- Gonatopus boivinii (Decne) Engl.
- Gonatopus clavatus Mayo
- Gonatopus marattioides (A. Peter) Bogner
- Gonatopus petiolulatus (A. Peter) Bogner